# Coffin Island, Labrador
Coffin Island är en ö i Kanada.   Den ligger i provinsen Newfoundland och Labrador, i den östra delen av landet, 1 700 km nordost om huvudstaden Ottawa. Arean är 10,2 kvadratkilometer.
Terrängen på Coffin Island är lite kuperad. Öns högsta punkt är 305 meter över havet. Den sträcker sig 4,1 kilometer i nord-sydlig riktning, och 4,3 kilometer i öst-västlig riktning.